# Oddelek za anglistiko in amerikanistiko, Filozofska fakulteta v Ljubljani
Oddelek za anglistiko in amerikanistiko je eden izmed enaindvajsetih oddelkov na Filozofski fakulteti Univerze v Ljubljani. Na njem je mogoče študirati angleški jezik in književnost za delovanje na nepedagoškem in pedagoškem področju.

## Zgodovina oddelka
Angleški jezik in književnost kot študijska smer deluje na Univerzi v Ljubljani že od leta 1920. Takrat je bil ustanovljen germanski seminar pod vodstvom doc. dr. Jakoba Kelemine. Sprva je program poudarjal zgodovino jezika, čeprav je njegov ustanovitelj deloval tudi na področju književnosti. V povojnem obdobju, ko je angleščina postala obvezni predmet v šolah, se je anglistika aktivno razvijala na področjih glasoslovja, skladnje in idiomatike.
Pomemben mejnik predstavlja leto 1961, ko je oddelek prvič ponudil študij v takrat novi zgradbi Filozofske fakultete. V istem obdobju je bil odprt tudi prvi fonolaboratorij (1962-1963), ki ga je vodil Ivan Konte. Selitev v novo zgradbo je prispevala k boljši organizaciji študijskih programov, večji in bolj sistematično urejeni knjižnici ter hitrejšemu razvoju stroke. Leta 1970 se je povečala tudi individualizacija pouka z organizacijo lektorskih vaj v manjših skupinah.
V študijskem letu 1991-1992 je bil prvič razpisan program enopredmetnega študija anglistike. Takrat je bilo angleščino moč študirati kot enopredmetni študij pedagoške ali nepedagoške usmeritve ter kot dvopredmetni študij pedagoške ali nepedagoške usmeritve. 
Zaradi priljubljenosti študija in številčne študentske populacije se je leta 1998 takratni Oddelek za germanske jezike in književnosti razdelil na Oddelek za anglistiko in amerikanistiko ter Oddelek za germanistiko z nederlandistiko in skandinavistiko. Takšna delitev se je ohranila do danes.
Med pomembnejšimi organizacijskimi in vsebinskimi prenovami študija v zadnjih desetletjih je bolonjska reforma, zaradi katere je oddelek je v študijskem letu 2009-2010 začel izvajati bolonjski študij s triletno prvo stopnjo in dvoletno drugo stopnjo.

## Stari, predbolonjski študijski programi
Dodiplomski študij
Študij je usposabljal diplomante za poklicno delo z angleškim jezikom in književnostjo. Študenti so  imeli možnost študija po pedagoškem in nepedagoškem študijskem programu. Nekateri predmeti so bili obema programoma skupni, medtem ko so bili ostali prilagojeni potrebam posameznega študija. Oba programa je bilo mogoče študirati enopredmetno ali dvopredmetno. Pri enopredmetnem nepedagoškem študiju so študentje v 2. ali 3. letniku vpisovali še en tuji jezik. Dvopredmetni študij je omogočal povezavo z drugimi smermi na Filozofski fakulteti. Pri obeh programih pedagoške smeri so študentje vpisovali še pedagoške predmete izven oddelka, ki so jih usposabljali za poučevanje.
Podiplomski študij
Oddelek je imel dve smeri podiplomskega študija:
- Anglistika

- Ameriške študije

Magistrski študij je trajal dve leti, veljavnost individualnega študijskega programa pa je bila pet let. Doktorski študij je trajal do štiri leta, veljavnost doktorske teme pa štiri leta.

## Bolonjski študijski programi
Leta 2005 je oddelek začel z intenzivno prenovo študijskih programov v skladu z bolonjskimi smernicami in izdelal šest novih študijskih programov. S študijskim letom 2009-2010 je začel izvajati bolonjski enopredmetni in dvodisciplinarni program Anglistika.
Enopredmetni študijski program
Univerzitetni enopredmetni program Anglistika na prvi stopnji v okviru različnih možnosti študija angleščine omogoča triletno osnovno spoznavanje angleškega jezika ter kultur in književnosti angleško govorečih skupnosti ter usvajanje medkulturne sporazumevalne zmožnosti v angleščini, kot je potrebna za delovanje v vseh okoliščinah medjezikovnega sporazumevanja in medkulturnega delovanja. Hkrati pa s skrbnim izborom najpotrebnejših vsebin na naštetih področjih uspešne diplomante usposablja tudi za nadaljevanje študija oz. nadgradnjo pridobljenih znanj in jezikovnih zmožnosti na drugi stopnji. Naslov po končanem univerzitetnem enopredmetnem študiju Anglistika: diplomirani anglist (UN) oz. diplomirana anglistka (UN).
Dvodisciplinarni študijski program
Diplomantke in diplomanti prvostopenjskih dvodisciplinarnih univerzitetnih študijskih programov si pridobijo znanja in usposobljenosti iz dveh disciplin. Poleg ciljev, ki jih dosegajo na področju obeh izbranih disciplin, so diplomanti usposobljeni pridobljena znanja povezovati med seboj in tako tudi z drugimi področji. Transfer znanja iz enega področja na drugega spodbuja fleksibilno uporabo pridobljenih znanj v različnih situacijah. Dvodisciplinarnost pospešuje sposobnost intra- in interdisciplinarnega prenosa pri uporabi znanja, metodologije, razumevanja strokovnih metod, pristopov in procesov. Po uspešno opravljenih študijskih obveznostih pridobi diplomant oz. diplomantka študijskega programa strokovni naslov diplomirani anglist (UN) in še drugi predmet  oz. diplomirana anglistka (UN) in še drugi predmet.
Diplomanti enopredmetnega ali dvodisciplinarnega študijskega programa se lahko zaposlijo na različnih področjih in delovnih mestih, kjer je potrebno dobro poznavanje angleškega jezika in kulture, to je na diplomatskih predstavništvih v tujini, ministrstvih doma, tujih predstavništvih/ambasadah v Sloveniji ter v različnih drugih javnih službah, kot so telesa in odbori EU v Sloveniji in v tujini, do vse bolj številnih podjetij, ki imajo stike z angleško govorečimi tujimi partnerji. Številni med njimi se odločajo za svobodne kulturne poklice, v katerih delujejo kot posredniki književnosti in kultur iz angleško govorečih in drugih tujih skupnosti, kot književni prevajalci in organizatorji raznih prireditev ter posvetov, ali delujejo kot uredniki in novinarji.

## Predstojniki
- 1920-1957: prof. dr. Jakob Kelemina
- 1960-1984: akad. prof. dr. Janez Stanonik
- 1984-1988: prof. dr. Mirko Jurak
- 1998-2006: prof. dr. Meta Grosman
- 2000-2006: prof. dr. Smiljana Komar
- 2006-2010: prof. dr. Rastislav Šuštaršič
- 2010-2014: prof. dr. Mojca Krevel
- 2014 (polletni semester 2013/2014): prof. dr. Gašper Ilc
- 2014-2016: prof. dr. Marjeta Vrbinc
- 2016-2018: prof. dr. Eva Sicherl
- 2018-2020: doc. dr. Andrej Stopar
- 2020-2022: doc. dr. Frančiška Lipovšek
- 2022-: prof. dr. Danica Čerče

## Založništvo
Poleg monografij, zbornikov in drugih publikacij, oddelek izdaja svoje strokovne in raziskovalne prispevke tudi v lastnih publikacijah. Med njimi sta znanstveni reviji Acta Neophilologica (od leta 1968; Online ISSN: 2350-417X) in Elope (ki jo je od leta 2004 izdajalo Slovensko društvo za angleške študije s sedežem na Oddelku za anglistiko in amerikanistiko, po letu 2015 pa jo izdaja Znanstvena založba Filozofske fakultete v Ljubljani; Online ISSN: 2386-0316). Študenti anglistike izdajajo revijo EngList.

## Izmenjave in prakse
Oddelek za anglistiko in amerikanistiko študentom omogoča različne možnosti mednarodnega udejstvovanja. Poleg multilateralnih projektov, kot je poletna šola Erasmus IP Cultural landscapes: Negotiating cultural encounters with the English-speaking world, aktivno sodeluje v različnih programih bilateralnega sodelovanja z evropskimi in drugimi svetovnimi univerzami. Največ študentov se na študijsko izmenjavo odpravi prek programa Erasmus/Erasmus+ na eno od partnerskih univerz v Evropi, za obdobje enega ali dveh semestrov. V okviru istega programa se odločajo tudi za študijsko prakso, ki lahko traja od 2 do 12 mesecev. Oddelek za anglistiko in amerikanistiko neposredno sodeluje tudi z ameriškima univerzama St. Mary's College of Maryland in University of Central Oklahoma. Študenti se lahko prijavijo tudi za druge programe mednarodne mobilnosti, kot so EGP/NFM (Norveška, Islandija), MAUI (ZDA), AEN (Avstralija), BASILEUS (Zahodni Balkan) itd.

## Študentske dejavnosti
Študentje se ukvarjajo z veliko dejavnostmi. Organizirajo spoznavne prireditve (npr. Thanksgiving dinner, Irish night, tutorske čajanke, Anglistični dan), izdajajo časopis EngList in organizirajo ekskurzije in izlete.

## Knjižnica
Knjižnica za anglistiko, germanistiko in prevajalstvo  je skupna knjižnica treh oddelkov: Oddelka za anglistiko in amerikanistiko, Oddelka za germanistiko z nederlandistiko in skandinavistiko ter Oddelka za prevajalstvo. Je ena izmed oddelčnih knjižnic na Filozofski fakulteti, ki so organizacijsko in strokovno povezane v Osrednji humanistični knjižnici. Ustanovljena je bila leta 1920 pri tedanjem Seminarju za germansko filologijo. Leta 1998 se je knjižnica ob delitvi oddelka preimenovala v Knjižnico oddelkov za anglistiko in germanistiko, 2006 pa je s priključitvijo knjižnice Oddelka za prevajalstvo postala Knjižnica za anglistiko, germanistiko in prevajalstvo.
Najbolj zastopana strokovna področja: angleščina, nemščina, književnosti v angleščini in nemščini, prevodoslovje, splošno in primerjalno jezikoslovje, besediloslovje, literarna zgodovina in teorija, metodika in didaktika pouka angleščine in nemščine. Pohvalijo se lahko z najbogatejšo zbirko švedske, nizozemske, islandske, danske in norveške literature v Sloveniji. Knjižnična zbirka obsega preko 83.600 enot gradiva (podatek iz leta 2014), približno 75 % gradiva je vnesenega v vzajemni katalog COBIB, ostalo je obdelano klasično (listkovni katalogi).

## Simpoziji
Oddelek je (so)organiziral naslednje mednarodne simpozije:
- Mednarodni simpozij o Louisu Adamiču ob 30. obletnici avtorjeve smrti septembra 1981 organiziral akademik red.prof.dr. Janez Stanonik.

- Mednarodni simpozij o avstralski književnosti je septembra 1982 organiziral red.prof.dr. Mirko Jurak.

- Maja 1988 je red.prof.dr. Mirko Jurak organiziral Mednarodni simpozij o književnosti in kulturi v ZDA in Kanadi z udeležbo iz 14 evropskih držav ter 23 raziskovalcev iz ZDA in 13 iz Kanade.

- Red.prof.dr. Meta Grosman je junija 1992 organizirala mednarodno konferenco o medkulturni recepciji ameriške književnosti American Literature for Non-American Readers za Rockefellerjevo fundacijo v njenem konferenčnem centru Bellagio v Italiji.

- Red.prof.dr. Jerneja Petrič je junija 1992 organizirala mednarodni simpozij Slovenska beseda v angleškem kulturnem prostoru/Slovene Word in the English Cultural Space.

- Red.prof.dr. Igor Maver je maja 1994 organiziral mednarodno konferenco Historical Perspectives of Ethnicity in the New World.

- Junija 1994 je red.prof.dr. Meta Grosman na Brdu organizirala mednarodno konferenco Alps-Adriatic-Anglistics o poučevanju angleščine.

- Junija 1999 sta red.prof.dr. Milena Milojević Sheppard in izr.prof.dr. Irena Kovačič organizirala 32. mednarodno konferenco evropskega združenja za lingvistiko, Societas Linguistica Europaea Linguistics and Language Studies: Exploring language from different perspectives.

- Novembra 2003 je red.prof.dr. Smiljana Komar organizirala konferenco Alps-Adriatic-Anglistics na filozofski fakulteti v Ljubljani.

- Maja 2004 sta Slovensko društvo za angleške študije in Oddelek za anglistiko in amerikanistiko organizirala mednarodno konferenco English Language and Literature Studies in the Context of European Language Diversity.

- Leta 2009 je oddelek praznoval 90 let anglistike v Ljubljani. Organizirali so ga prof.dr. Smiljana Komar, izr.prof.dr. Mojca Krevel in doc.dr. Andrej Stopar v sodelovanju z Slovenskim društvom za angleške študije in oddelkom za anglistiko
- Leta 2012 sta Slovensko društvo za angleške študije in Oddelek za anglistiko in amerikanistiko organizirala mednarodno konferenco SDAŠ 2012 z naslovom The Changes in Epochal Paradigms and the Opportunities They Offer for English Studies.

- 8. konferenco SinFonIJA (SinFonIJA, the 8th International Conference on Syntax, Phonology and Language Analysis), ki je potekala od 24. do 26. septembra  2014, sta organizirala Oddelek za anglistiko in amerikanistiko ter Oddelek za primerjalno in splošno jezikoslovje.
- Leta 2019 je Oddelek za anglistiko in amerikanistiko z Oddelkom za primerjalno in splošno jezikoslovje soorganiziral srečanje 12th Mediterranean Morphology Meeting.
- Leta 2019 sta Slovensko društvo za angleške študije in Oddelek za anglistiko in amerikanistiko organizirala 5. mednarodno konferenco SDAŠ 2019 z naslovom A Hundred Years, A Thousand Meanings.
- Leta 2022 je oddelek organiziral potujočo mednarodno konferenco The 9th Biennial International Conference on the Linguistics of Contemporary English (BICLCE).